# 山内壮夫
山内 壮夫（やまうち たけお、1907年（明治40年）8月12日 - 1975年（昭和50年）4月11日）は、日本の彫刻家。新制作協会彫刻部創立会員。郷里である北海道をはじめ、日本各地に多くの野外彫刻が設置されている。

## 来歴
- 1907年、北海道岩見沢市に誕生。
- 1925年、東京高等工芸学校（現・千葉大学工学部）工芸彫刻部に入学。
- 1932年、国展にて国画奨学賞を受賞。
- 1933年、国画会会友となる。
- 1936年、本郷新、明田川孝、柳原義達ら国画会彫刻部有志と造型彫刻家協会を結成、後に佐藤忠良、舟越保武らも参加。
- 1937年、国画会同人となる。
- 1939年、国画会を脱会し、本郷新、明田川孝、吉田芳夫、舟越保武、佐藤忠良、柳原義達とともに新制作派協会（現・新制作協会）彫刻部の創設に参加。以後、同会を舞台に活躍。
- 1945年、北海道札幌市へ戦時疎開（1950年まで）。
- 1970年、中原悌二郎賞の選考委員となる。
- 1973年、新制作協会運営委員長に就任。
- 1975年、病のため東京都大田区の病院にて死去。

## 作品
- 労農運動犠牲者の碑（1949年制作、北海道札幌市月寒公園）
- よいこつよいこ（1952年制作、北海道札幌市円山動物園前）
- 浮遊（1952年制作、北海道旭川市両神橋）
- 三人（1954年制作、北海道旭川市大雪アリーナ）
- 母子像（1955年制作、長崎県長崎市長崎国際文化会館）
- 家族（1955年制作、北海道旭川市忠別橋）
- 風の中の母子像（1955年制作、北海道旭川市新成橋）
- 宇部産業祈念像（1956年制作、山口県宇部市）
- 希望（1957年制作、北海道札幌市札幌市民会館前）
- 隼の碑（1957年制作、北海道旭川市8条斜線通、北海道旭川市新成橋）
- 家族（1958年制作、新潟県新潟市新潟市庁舎）
- 春風にうたう（1958年制作、北海道札幌市）
- 森の歌（1958年制作、北海道札幌市中島公園）
- 笛を吹く少女（1959年制作、北海道札幌市中島公園）
- 母と子の像（1961年設置、北海道札幌市中島公園）
- 猫とハーモニカ（1961年制作、北海道札幌市）
- 大地（1964年、本郷新、佐藤忠良とともに共同制作、北海道札幌市北海道銀行本店）
- 鶴の舞（1966年、北海道旭川市花咲大橋）
- 新潟県戦没者慰霊碑（1967年設置、新潟県新潟市）
- 新潟震災復興記念碑（1967年設置、新潟県新潟市）
- 山鼻屯田兵の像（1967年制作、北海道札幌市山鼻日の出公園）
- 羽ばたき（1970年設置、北海道札幌市北海道開拓記念館）
- 隼の碑（1970年制作、北海道旭川市花咲大橋）
- 花の母子像「愛」（1971年制作、北海道札幌市）
- 飛翔（1972年札幌オリンピック記念モニュメントとして制作、北海道札幌市五輪大橋）
- 風の中の母子像（1986年設置、北海道旭川市新成橋）
- 風の中の母子像（北海道旭川市、北海道療育園）
- 子を守る母たち（北海道旭川市、北海道療育園）
- 子を守る母たちI（1973年設置、北海道札幌市北海道立近代美術館）
- 子を守る母たちII（北海道札幌市）